# Krzysztof Piasecki

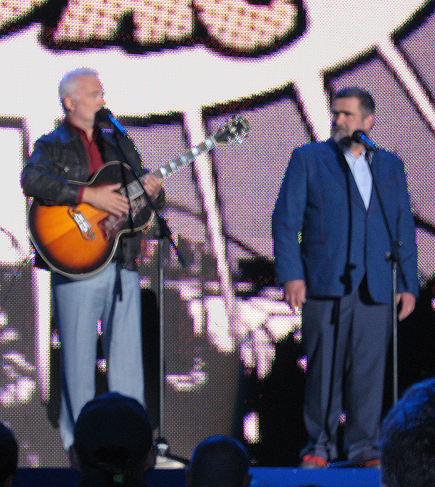
Krzysztof Piasecki i Janusz Rewiński na koncercie promującym program Szkoda gadać w TVP (2007)

Krzysztof Piasecki (ur. 19 lipca 1949 we Wrocławiu) – polski satyryk, artysta kabaretowy, dziennikarz i prezenter telewizyjny.

## Życiorys
Studiował kolejno w latach 1967–1970 na Politechnice Wrocławskiej (Wydział Mechaniczny i Mechaniczno-Energetyczny), a w latach 1972–1975 na Uniwersytecie Wrocławskim (kulturoznawstwo). Studiów jednak nie skończył. Podczas nich zajmował się twórczością kabaretową.
Otrzymał nagrodę za debiut na Festiwalu Piosenki w Opolu w 1973. W październiku 1981 został członkiem warszawskiego kabaretu Pod Egidą. Na antenie Polsatu prowadził program Miss Telewizji i występował w Dyżurnym Satyryku Kraju (razem z Januszem Rewińskim i Tadeuszem Drozdą). Przez pewien czas (od marca 2006 do lutego 2008) prowadził program Śmiechu warte, którego realizacja odbywała się w studiu TVP Szczecin.

### Życie prywatne
Jedyny syn zginął w wypadku. Piasecki rozwiódł się z żoną Jolantą. Obecnie jest związany z krakowską aktorką Anną Tomaszewską, byłą żoną aktora Andrzeja Grabowskiego.

## Występy
- 1973–1977 – Studio 202
- 1996–1998 – Dyżurny Satyryk Kraju – w programie prowadził cykl monologów satyrycznych pt. „Pocztówka z Krakowa”[3] (Polsat)
- 1998–2004 – Ale plama prowadził z Januszem Rewińskim (TVN)
- 2006–2008 – Śmiechu warte prowadził z Magdaleną Kotarbą i Katarzyną Suchorzewską (TVP1)
- 2007 – Szkoda gadać prowadził z Januszem Rewińskim (TVP1)

## Filmografia
- 2003: Tygrysy Europy 2 – nauczyciel dzieci Nowaka[4]